# L'Ombre d'Emily 2
Série
L'Ombre d'Emily
(2018)
Pour plus de détails, voir Fiche technique et Distribution.
L'Ombre d'Emily 2 ou Une autre petite faveur au Québec (Another Simple Favor) est un film américain réalisé par Paul Feig et sorti en 2025. 
Il s'agit d'une suite à L'Ombre d'Emily (2018), du même réalisateur, qui était lui-même une adaptation du roman Disparue de Darcey Bell, publié en 2017. Contrairement au premier film, cette suite est sortie directement sur Prime Video.

## Synopsis
Emily Nelson fraichement sortie de prison, retrouve son amie Stephanie Smothers et la contraint de l'accompagner en Italie pour son mariage sur l'île de Capri. L'évènement s'annonce extravagant car son futur époux est un riche entrepreneur mafieux italien. Cependant, le mariage va être plein de rebondissements.

## Fiche technique
Sauf indication contraire, les informations mentionnées dans cette section peuvent être confirmées par la base de données cinématographiques IMDb,  présente dans la section « Liens externes ».
- Titre original : Another Simple Favor
- Titre français : L'Ombre d'Emily 2
- Titre québécois : Another Simple Favor
- Réalisation : Paul Feig
- Scénario : Jessica Sharzer et Laeta Kalogridis
- Musique : Theodore Shapiro
- Décors : Martin Whist
- Costumes : N/A
- Photographie : John Schwartzman
- Montage :  Brent White
- Production : Paul Feig
- Sociétés de production : Metro-Goldwyn-Mayer, Lionsgate Films et Feigco Entertainment en association avec Creative Wealth Media Finance et Big Indie Pictures
- Société de distribution : Amazon MGM Studios
- Budget : N/A
- Pays de production :  États-Unis
- Langue originale : anglais
- Format : couleur
- Genre : thriller, drame
- Dates de sortie[2] :
  - États-Unis : 7 mars 2025 (festival South by Southwest)
  - Monde : 1er mai 2025 (sur Prime Video)

## Distribution
- Anna Kendrick (VF : Karine Foviau ; VQ : Catherine Bonneau) : Stephanie Smothers
- Blake Lively (VF : Elisabeth Ventura ; VQ : Catherine Proulx-Lemay) : Emily Nelson / Hope McLanden[note 1]
- Henry Golding (VF : Pascal Nowak ; VQ : Maël Davan-Soulas) : Sean Townsend
- Andrew Rannells (VF : Nessym Guetat) : Darren
- Bashir Salahuddin (en) (VF : Daniel Njo Lobé) : l'inspecteur Summerville
- Michele Morrone (VF : Thomas Roditi ; VQ : Christian Perrault) : Dante Versano, le fiancé d'Emily
- Elena Sofia Ricci (VF : Ivana Coppola ; VQ : Nathalie Coupal) : Portia Versano
- Elizabeth Perkins (VF : Danièle Douet) : Margaret McLinden, la mère d'Emily
- Allison Janney (VF : Véronique Augereau ; VQ : Chantal Baril) : Linda McLinden, la tante d'Emily et la grande soeur de Margaret
- Alex Newell (VF : Maëva Trioux ; VQ : Oumy Dembele) : Vicky
- Joshua Satine : Miles Smothers, le fils de Stephanie
- Ian Ho : Nicholas « Nicky » Townsend-Nelson, le fils d'Emily et Sean
- Taylor Ortega (VF : Dorothée Pousséo) : l'agent Irene Walker
- Lorenzo de Moor (VF : Alessandro Gazzara) : Matteo Bartolo
- Aparna Nancherla : Sona
- Kelly McCormack : Stacy
- Jake Tapper : lui-même

 Source et légende : version française (VF) sur RS Doublage

## Production
En mai 2022, il est annoncé qu'Amazon Studios et Lionsgate ont validé le projet de suite au film L'Ombre d'Emily, succès surprise du box-office en 2018. Paul Feig est annoncé de retour comme réalisateur, tout comme les deux actrices principales Anna Kendrick et Blake Lively. Le projet est également confirmé en mars 2024, alors que Henry Golding et Andrew Rannells reprennent également leur rôle respectif du premier opus,. Allison Janney est ensuite annoncée pour incarner un nouveau personnage.
Le tournage débute en mars 2024, après avoir été un temps annoncé pour l'automne 2023, se déroule principalement à Capri en Italie. Les prises de vues s'achèvent le 26 mai 2024.

## Sortie et accueil
Le film sera présenté en avant-première le 7 mars 2025, dans le cadre du festival South by Southwest à Austin. Il sera ensuite diffusé dans le monde sur Prime Video le 1er mai 2025.